# Anna Schäffer
Anna Schäffer (Mindelstetten, 18 de febrer de 1882 – Mindelstetten, 5 d'octubre de 1925) va ser una dona catòlica de Baviera que va passar dinou anys invàlida després d'un accident a la feina, va passar els últims anys de la seva vida dedicada a la pregària i la pobresa: beatificada el 1998, va ser proclamada santa pel Papa Benet XVI el 21 de d'octubre de 2012.

## Biografia
Nascuda en una família modesta i nombrosa de Baviera, va començar a treballar molt jove per guanyar diners per pagar el dot per ingressar en alguna congregació missionera. Després de la mort dels seus pares, va haver d'abandonar el seu projecte per dedicar-se a la cura dels germans menors.
El 1901, treballant en una bugaderia, va caure en una banyera d'aigua bullent amb lleixiu, patint ferides de les quals mai no es va recuperar per complet.
En els anys següents, va patir una paràlisi a les cames, una rigidesa de la medul·la espinal i un tumor a l'intestí: inspirada pel seu rector, va oferir els seus sofriments per a la salvació de la humanitat.
El 4 d'octubre de 1910, hauria rebut els estigmes. Va morir amb fama de santedat el 1925.

## El culte
El 17 de març de 1973 es va iniciar el procés d'informació de la beatificació de Schäffer a la cúria episcopal de Regensburg. El procés d'informació diocesana va acabar el 14 de maig de 1977.
La Congregació per a les Causes dels Sants va reconèixer les virtuts heroiques de Schäffer i el Papa Joan Pau II va promulgar el decret que reconeixia el títol de venerable l'11 de juliol de 1995.
Reconeixent l'autenticitat d'alguns miracles atribuïts a la seva intercessió, va ser beatificada a Sant Pere del Vaticà per Joan Pau II el 7 de març de 1999 i canonitzada a la plaça de Sant Pere per Benet XVI el 21 d'octubre de 2012 .
El seu memorial litúrgic es produeix el 5 d'octubre.